# Hörlurar

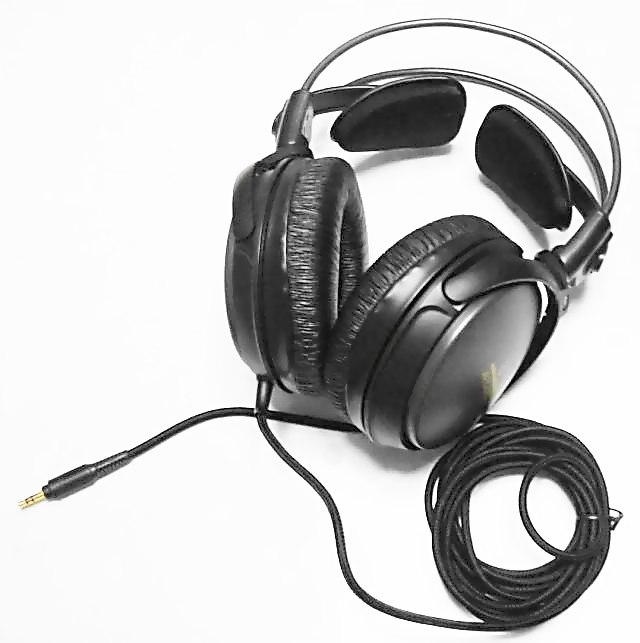
Hörlurar.

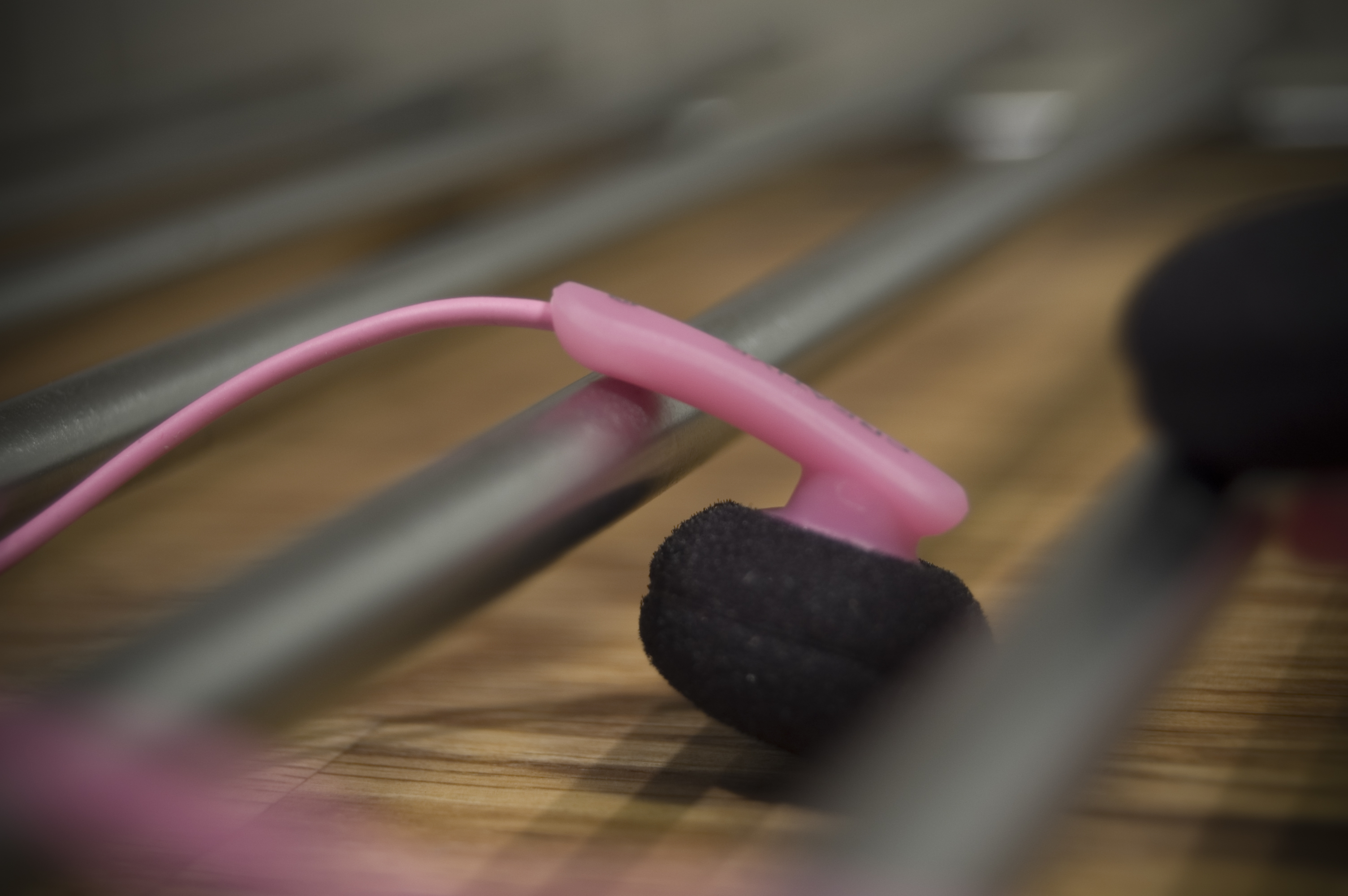
En rosa hörlur.

Hörlurar är en typ av ljudutrustning som består av två högtalarelement. Dessa placeras antingen över öronen (hörselkåpor) eller inne i hörselgången (hörsnäckor), beroende på hörlurarnas konstruktion.

## Varianter
Hörlurar finns i olika varianter: Slutna för ökad ljudisolering, öppna för en mer naturlig ljudupplevelse, och halvöppna som kombinerar båda dessa egenskaper. Det finns också in-ear-modeller som placeras i hörselgången. Hörlurar med inbyggd mikrofon kallas ofta headset.

### Sluten
Den slutna hörlurstypen har utmärkt ljudisolering och ger vanligtvis en kraftfull basåtergivning. Nackdelen är att ljudet kan upplevas mindre öppet jämfört med mer öppna varianter och det blir svårare att uppfatta ljud från omgivningen. Denna hörlurstyp är mycket vanlig inom inspelningssammanhang.

### Halvöppen
Den halvöppna typen har en dyna som sluter tätt mot eller runt ytterörat, men en kåpa som är öppen utåt. Denna typ har blivit mycket vanlig på senare tid. Dynan bidrar till god basåtergivning, samtidigt som den öppna kåpan bidrar till ett öppet och luftigt ljud.

### Helöppen
Den helöppna typen är öppen både mot örat och utåt. Högtalarelementen hänger då en bit utanför örat. Ny teknik har löst det tidigare problemet med nivåfall i basen hos öppna lurar. Dessa helt öppna hörlurar kan ge ett naturligare ljud, då också ytterörat påverkas.

### Trådlös
Trådlösa hörlurar ansluter till ljudkällor utan behov av kablar, vanligtvis via Bluetooth. De innehåller en inbyggd mottagare och ofta ett batteri för strömförsörjning. Många modeller har också inbyggda mikrofoner, vilket gör dem till headset för samtal och röststyrning. Trådlösa hörlurar är populära för sin bekvämlighet och rörelsefrihet, och de kan ha olika ljudförbättringsfunktioner för en bättre lyssningsupplevelse.

### Benkonduktion
Benkonduktion är en teknik för ljudöverföring som använder skallbenet för att leda ljudvågor direkt till innerörat, utan att passera genom trumhinnan. Detta görs genom att en enhet vibrerar på skallbenet, vilket kan vara särskilt användbart för personer med hörselnedsättning eller för att bibehålla medvetenhet om omgivande ljud. Tekniken används främst i specialiserade hörlurar och hörapparater.

## Teknik
Hörlurar kan ha två olika typer av högtalarelement: dynamiska och elektrostatiska. De senare är mindre vanliga, och sitter i exklusiva och dyra hörlurar. En elektrostatisk hörlur måste drivas av en speciell förstärkare som ger den höga spänning som krävs. Många uppskattar dock de elektrostatiska hörlurarnas höga upplösning och renhet.
De dynamiska högtalarelementen är den vanliga tekniken, och de är betydligt billigare än de elektrostatiska. De är dessutom lättare att driva. Membranets storlek är vanligen upp till 50 mm i utanpåliggande hörlurar och endast 10–15 mm i modeller som trycks in i örat. De allra flesta hörlurar är en av envägstyp, d.v.s. att de endast har ett högtalarelement för hela det frekvensområde som skall återges. Några få modeller är dock av tvåvägstyp, och har två högtalarelement och ett delningsfilter. På senare tid har såväl membran som talspolar och magneter utvecklats så att kvalitetsskillnaden mellan de bästa dynamiska hörlurarna och de elektrostatiska är försumbar. Impedansen varierar mellan ca 18 och 300 ohm. Utvecklingen går mot allt lägre impedans – 32–100 ohm för hörlurar avsedda för hemmabruk. Den lägre impedansen ger högre verkningsgrad, vilket är en fördel då hörlurarna drivs av effektsvaga förstärkare, som de flesta bärbara apparater har. Samtidigt har just dessa förstärkare svårt att lämna den strömstyrka som krävs vid mycket låg impedans. Oavsett vilken impedans en hörlur har vinner man åtskilligt i ljudkvalitet genom att driva den med en särskild hörlursförstärkare.
De enklaste och billigaste hörlurarna består oftast av ett mycket litet högtalarelement i ett plastchassi som placeras en bit in i hörselgången. Till följd av placeringen kan dessa hörlurar sällan ge ett naturligt ljud, eftersom ytterörat inte alls träffas av och påverkar ljudet. Det är också svårt att få de små membranen att alstra djupbas med tillräcklig kraft och renhet. Allt fler modeller klarar dock detta.
De flesta hörlurar är dock av utanpåliggande typ. De har antingen ett hjässband eller ett nackband som håller kåporna på plats. Det finns även en typ som hängs på ytterörat med en krok. Konstruktionen med hjässband är den klart vanligaste.
En vanlig anmärkning mot hörlurar är att ljudet tycks komma inifrån huvudet snarare än utifrån. Här är dock hörlurens konstruktion av stor betydelse, och halvöppna och öppna hörlurar är på denna punkt bättre än slutna hörlurar, och i all synnerhet de hörlurar som placeras i hörselgången. Detta problem kan ytterligare minskas med digital teknik som Dolby Headphone. Med sådan teknik är det även möjligt att på ett övertygande sätt återge flerkanalsljud med hörlurar.